# Andreas Mücksch
Andreas Mücksch (* 1962 in Quedlinburg) ist ein deutscher Komponist und Kirchenmusiker.

## Leben
Andreas Mücksch wurde 1962 in Quedlinburg als Sohn eines Theologenpaares geboren. Er erhielt bereits mit vier Jahren eine klassische Ausbildung im Klavierspiel. Als Jugendlicher sammelte er im Instrumentalunterricht sowie in der Bandarbeit zusätzlich Erfahrung im Jazz- und Tanzmusikbereich. In Halle (Saale) studierte er ab 1985 Kirchenmusik und absolvierte mit dem A-Examen. Seit 1993 ist er Kantor in der Pauluskirche in Halle und leitet die Erwachsenen-, Jugend- und Kinderchöre, das Gemeindeorchester und den Posaunenchor. Andreas Mücksch wurde 2003 mit dem Titel des Kirchenmusikdirektors für seine Verdienste geehrt.
Als Komponist schreibt er zusammen mit Barbara Schatz und Cornelia Georg (geb. Trommer) biblische Musicals und Singspiele für ZebeMusic.  Gemeinsam mit Jugendlichen aus der Paulusgemeinde bringt er seine Werke mehrmals im Jahr zur Bühnenaufführung, unter anderem in der Pauluskirche Halle, im Theater Erfurt, auf den Deutschen Evangelischen Kirchentagen und den Ökumenischen Kirchentagen. Vor allem aber werden Mückschs Werke im gesamten deutschsprachigen Raum von Schulen, Kirchengemeinden aller Konfessionen und Chorverbänden aufgeführt. Im Juni 2015 wurde die Messe in D: Sinfonische Rockmesse für Chor, Orchester, Solisten und Band beim 35. Deutschen Evangelischen Kirchentag in Stuttgart mit Erfolg uraufgeführt. Mücksch ist Mitorganisator einer neuen Gottesdienstreihe der Paulusgemeinde Halle Jazz und Literatur im Gottesdienst.
Beim Kirchentag 2023 war ihm die musikalische Leitung des Eröffnungs- und Schlussgottesdienstes auf dem Nürnberger Hauptmarkt übertragen.

## Werke
- Esther, Königin von Susa – Musical
- Joseph – Musical
- Petrus – Musical
- Samuels Erbe – Musical
- König David – Musical
- Der verlorene Sohn – Musical
- Lydia – Die Purpurhändlerin – Musical
- Drei weihnachtliche Musicals (Krippenspiele)
- 1000 Jahre – Chormotette
- Suite für Bläser Concert de Klaxon
- Suite für Bläser Mediterraneo
- diverse Choralvorspiele und meditative Musik für den Gottesdienst in verschiedenen Besetzungen
- Messe in D: Sinfonische Rockmesse für Chor, Orchester, Solisten und Band
- Te Deum - 2022[3]
- Mirjam – Musical, 2022
- Partitur zum Kirchentag 2023[4]
- Segenslied (bekanntestes Werk Mücksch`)[5]

## Diskografie
- Esther, Königin von Susa (Album, 2000)
- Joseph (Album, 1996)
- Petrus (Album, 1998)
- Alles hat seine Zeit (Album, 2007)
- Luther-Memorial (Album, 1999)

## Schriften
- Chorwerke (Musicals und Singspiele) erschienen bei ZebeMusic
- Durch Hohes und Tiefes (Mitautor, Strube)
- Concert de Klaxon (Strube)
- Tausend Jahre wie der Tag (Strube)